# Jean-Baptiste Colbert
Jean-Baptiste Colbert (Reims, 29 augustus 1619 – Parijs, 6 september 1683) was een Frans politicus. Tijdens het bewind van Lodewijk XIV was hij niet alleen belast met de zorg van de koninklijke financiën, maar beheerde hij ook vrijwel alle andere regeringsdepartementen, zoals handel, marine, koloniën en kunst, maar niet het leger (dat onder François Michel Le Tellier viel) of buitenlandse zaken.

## Afkomst
Colbert was afkomstig uit een familie van lakenhandelaren, waarvan de opeenvolgende generaties in de voorafgaande anderhalve eeuw snel wonnen aan rijkdom en invloed. Hij was een zoon van Marie Pussort en Nicolas Colbert de Vandières, een lakenhandelaar (zij het minder fortuinlijk dan andere familieleden) uit Reims. Naar eigen zeggen had hij Schotse voorvaderen.

## Politieke carrière
In 1652 werd Colbert benoemd tot zaakgelastigde van kardinaal Jules Mazarin, die in ballingschap verbleef. In 1661 volgde Colbert Nicolas Fouquet op die uit de gratie van de koning was geraakt. Tegenover Fouquets roekeloze wijze van administreren stelde Colbert eenvoudige grondregels, zoals het instellen van een Hof van Justitie om recht te handhaven tegenover belastingpachters. Justitie legde voor honderdtien miljoen pond schadevergoeding en boetes op. In 1666 was zijn broer Charles Colbert, marquis de Croissy, afgevaardigde bij de Vrede van Kleef.
Colbert verlaagde de rente en verminderde het aantal tolposten en ambtenaren. Nieuwe industrieën kwamen van de grond en hij garandeerde de fabrikanten dat zij altijd hun goederen konden afzetten door velen van hen monopolies te verschaffen, zoals de firma Gobelin. Binnen tien jaar was alles veranderd en was Frankrijk het machtigste en welvarendste land in Europa geworden. Colbert liet wegen en bruggen bouwen en het Canal du Midi aanleggen (gereed in 1681) en verschafte de regering een behoorlijke boekhouding. Colbert liet zestig heiligendagen afschaffen (waarmee dus het aantal werkdagen per jaar aanzienlijk vergroot werd) en was vanwege zijn politiek niet geliefd bij de bevolking. Koning Lodewijk XIV kon hij niet bewegen tot matiging van zijn uitgaven.
Colbert streefde ernaar de vrachtvaart voor Frankrijk te veroveren. Hij wilde Frankrijk beter bestand maken tegen concurrentie van de Republiek der Verenigde Nederlanden, destijds de rijkste staat van Europa, en Engeland. In 1669 schatte Colbert dat de Nederlanders 15.000 of 16.000 schepen bezaten, terwijl Frankrijk er minder dan 600 bezat. De Republiek had dus volgens hem afgemeten aan het aantal inwoners en de lengte van de kust een onevenredig groot aandeel. Export van Nederlandse producten naar Frankrijk bleek ook zeer concurrerend te zijn. Hij eiste havengelden van vreemde schepen en beloofde premies aan Franse schepen die op buitenlandse havens voeren. In 1664 richtte hij een Oost- en een West-Indische Compagnie op, met als thuishavens Lorient en Le Havre; drie andere compagnieën, inzake de handel op de Levant, de Oostzee waren slechts kort leven beschoren. Het bezit van koloniën was voor het colbertisme een onmisbare voorwaarde. Zij moesten grondstoffen leveren voor de Franse industrie en afzetgebied vormen. De dominantie van de Republiek op de West-Indische eilanden, zoals Dominica, was hem een doorn in het oog.
Colbert was de ontwerper van het mercantilisme, dat onder meer inhield dat invoerrechten werden geheven om de Franse nijverheid te beschermen. Geraffineerde suiker en Delfts aardewerk werden zwaar belast. Voor de Leidse textielindustrie waren de maatregelen desastreus. In Languedoc heeft Colbert een succesvolle textielindustrie opgezet, door Hollandse arbeiders aan te trekken. De Hollandse papierindustrie en de haringhandel hadden eveneens zwaar te lijden onder de maatregelen. In 1669 poogde Colbert ook de handel op de Oostzee van de Nederlanders over te nemen. Pas in 1671 nam de Republiek, op aanwijzing van Coenraad van Beuningen, tegenmaatregelen. In 1683 werd de Sociëteit van Suriname opgericht, waarbij de mercantilistische ideeën van Colbert een belangrijke rol speelden.

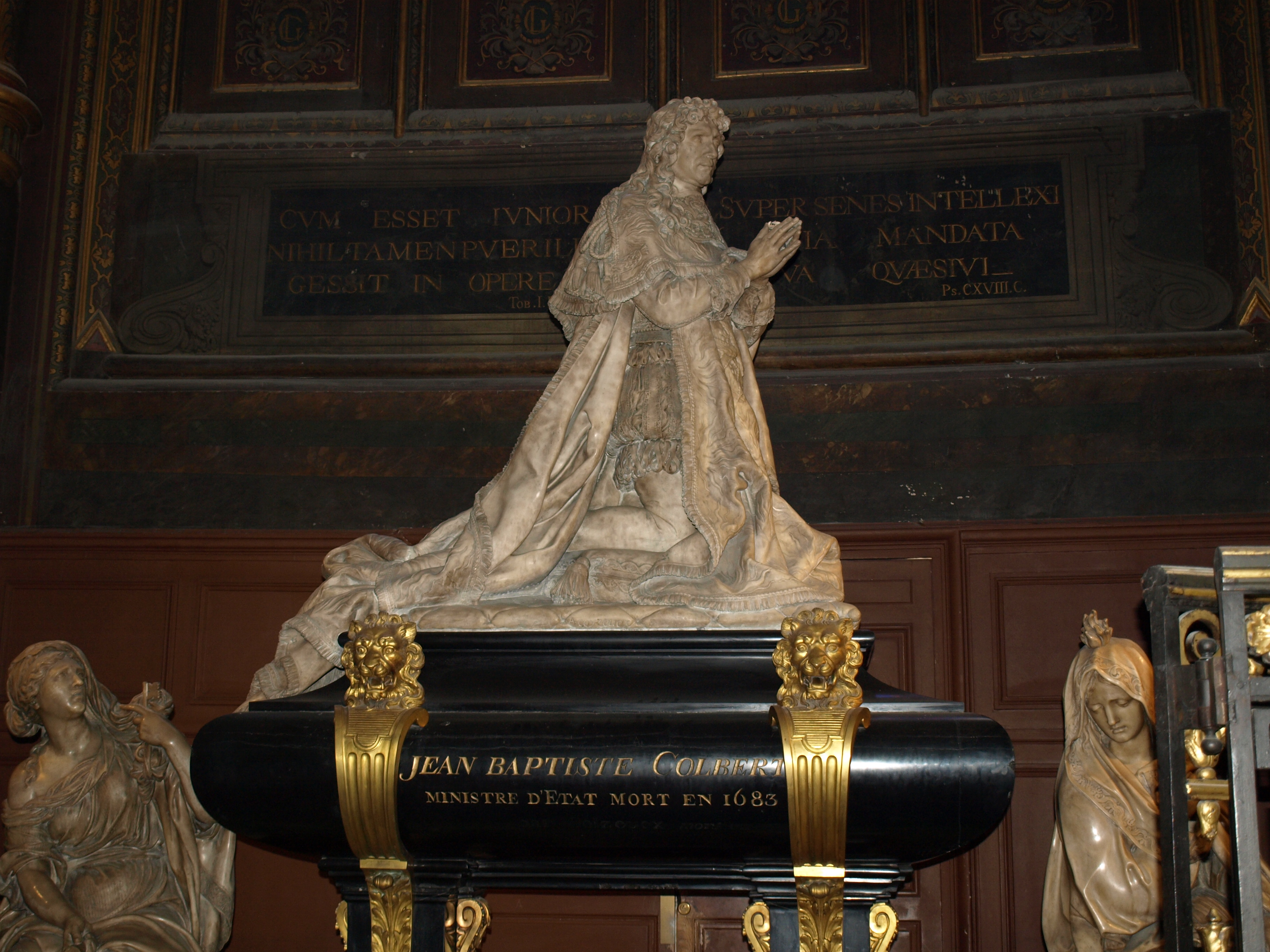
Colberts praalgraf in de Église Saint-Eustache

Colbert organiseerde een politiemacht van 48 commissarissen en 800 sergeanten om Parijs veiliger te maken. In 1680, zeven jaar na de dood van Molière, werd de Comédie Française opgericht: Colbert verenigde verschillende toneelgezelschappen tot een beroepsgezelschap, dat door de koning werd onderhouden. Colbert was een harde werker; 15 uur per dag, zeven dagen per week. Hij glimlachte zelden, ging altijd in het zwart gekleed en verkoos, naar men zei, water boven wijn. Zijn geschriften bevatten een schat aan informatie.

## Wetenschap
Colbert zag wetenschap als een manier om de economie te stimuleren en de numerieke achterstand ten opzichte van de Engelse vloot en die van de Republiek te compenseren. Hij richtte met dat doel het Observatorium van Parijs en de Académie des Sciences op in navolging van een groep wetenschappers die onder leiding van Henri Louis Habert de Montmor bijeenkwam, en later als de "Académie Montmor" werd aangeduid. De Académie des Sciences zou uitgroeien tot het belangrijkste centrum van wetenschap in Europa. Vele wetenschappers uit het buitenland werden aangetrokken, onder wie Christiaan Huygens, Giovanni Domenico Cassini en Ole Rømer.
In 1667 werd Colbert verkozen tot lid van de Académie française.

## Trivia
- Voor de opvatting dat het colbertjasje naar Colbert is vernoemd, bestaat geen bewijs.[7]

- Bibsys: 1090059
- Biblioteca Nacional de Chile: 000196405
- Biblioteca Nacional de España: XX5586976
- Bibliothèque nationale de France: cb12428884j (data)
- Catàleg d'autoritats de noms i títols de Catalunya: 981058529172506706
- CiNii: DA11260138
- Digitale Bibliotheek voor de Nederlandse Letteren: colb012
- Gemeinsame Normdatei: 118521470
- International Standard Name Identifier: 0000 0000 8077 4620
- Library of Congress Control Number: n50031188
- Nationale Bibliotheek van Letland: 000074932
- Nationale Bibliotheek van Tsjechië: ola2002158990
- Nationale bibliotheek van Australië: 35827222
- Nationale Bibliotheek van Israël: 987007280450905171
- Nationale Bibliotheek van Polen: a0000002152865
- Nationale en Universitaire bibliotheek Zagreb: 000204954
- Nederlandse Thesaurus van Auteursnamen: 069830754
- Réseau des bibliothèques de Suisse occidentale: 02-A012363727
- RKD-Nederlands Instituut voor Kunstgeschiedenis: 259860
- Istituto Centrale per il Catalogo Unico: IEIV047682
- LIBRIS: 182854
- SNAC: w6br8xs1
- Système universitaire de documentation: 027274527
- Trove: 1105643
- Union List of Artist Names: 500257321
- Virtual International Authority File: 59175183
- WorldCat: E39PBJyh97Mpc8vpjMBdhv46rq